# أسترقان
أسترقان هي قرية في مقاطعة ورزقان، إيران. يقدر عدد سكانها بـ 157 نسمة بحسب إحصاء 2016.